# 藍灰額金翅雀鯛
藍灰額金翅雀鯛（學名：Chrysiptera caesifrons），又稱藍灰額刻齒雀鯛，是輻鰭魚綱鱸形目雀鯛科金翅雀鯛屬的其中一種，分布於西南太平洋區，包括印尼、巴布亞紐幾內亞、萬那杜、所羅門群島、新喀里多尼亞、澳洲等海域，深度1至8公尺，本魚體呈橢圓形而側扁，本魚體色淡黃色至白色，帶有深藍色（接近黑色）至灰色區域，包括吻部、上頭和鄰近的身體前背部分以及背鰭硬棘，背鰭硬棘8枚、背鰭軟條12-14枚、臀鰭硬棘2枚、臀鰭軟條12-14枚，體長可達4.9公分，棲息在岩礁區，通常單獨或誠小群活動，以浮游生物為食，繁殖期成對出現，雄魚會守護魚卵至孵化，生活習性不明。